# Promi Big Brother/Staffel 10
Die zehnte Staffel der deutschen Reality-Show Promi Big Brother wurde vom 18. November 2022 bis zum 7. Dezember 2022 auf dem Privatsender Sat.1 ausgestrahlt. Das „Finale“ fand am 7. Dezember 2022 statt.
Im Finale wurde Rainer Gottwald zum Sieger gekürt. Micaela Schäfer wurde Zweite und Sam Dylan schaffte es auf den dritten Platz.

## Überblick
Die zehnte Staffel bediente sich an den Kulissen einer nachgestellten Garage, eines Dachbodens und eines luxuriösen Lofts. Die Bereiche Garage und Dachboden beinhalteten keinen Außen-, jedoch einen gesonderten Raucherbereich. Erste Spekulationen, dass sich die zehnte Staffel um das Thema Fußball drehen könnte, erwiesen sich als bewusste Falschmeldungen zu Marketingzwecken im Rahmen der gleichzeitig stattfindenden Fußball-Weltmeisterschaft 2022 in Katar. Nach der ersten Woche wurde der Bereich des Dachbodens von allen Bewohnern geräumt, sodass nur noch die anderen beiden zur Verfügung standen.

## Teilnehmer
Die ersten Teilnehmer der zehnten Staffel wurden am 11. November 2022 von Sat.1 bestätigt. Weitere fünf Teilnehmer folgten am 14. November 2022.
Patrick Hufen und Jeremy Fragrance verließen die Sendung aus persönlichen Gründen vorzeitig freiwillig. Als Nachrückerin zog am 24. November Catrin Heyne ein.
| 01                                                                                            | Rainer Gottwald    | Boxmanager u. a. von Regina Halmich | 16. November | 07. Dezember | 22 (7▲; 12■; 3▼) |
| 02                                                                                            | Micaela Schäfer    | Erotikmodel, Teilnehmerin u. a. bei Germany’s Next Topmodel (2006), Big Brother (2010), Ich bin ein Star – Holt mich hier raus! (2012), Promiboxen (2012), Reality Queens auf Safari (2013) und Das Sommerhaus der Stars – Kampf der Promipaare (2018) | 16. November | 07. Dezember | 22 (11▲; 11■)    |
| 03                                                                                            | Sam Dylan          | Teilnehmer bei Prince Charming (2019), Kampf der Realitystars – Schiffbruch am Traumstrand (2020), Promiboxen (2020) und Ich bin ein Star – Die große Dschungelshow (2021)                                                                             | 16. November | 07. Dezember | 22 (4▲; 12■; 6▼) |
| 04                                                                                            | Menderes Bağcı     | Dauerkandidat bei Deutschland sucht den Superstar, Gewinner von Ich bin ein Star – Holt mich hier raus! (2016) | 16. November | 07. Dezember | 22 (4▲; 15■; 3▼) |
| 05                                                                                            | Jay Khan           | Sänger, ehemaliges Mitglied der Band US5 und Gründer der Band Team 5ünf, Teilnehmer bei Ich bin ein Star – Holt mich hier raus! (2011) | 16. November | 06. Dezember | 21 (5▲; 14■; 2▼) |
| 06                                                                                            | Katy Karrenbauer   | Schauspielerin, Synchronsprecherin, Teilnehmerin bei Ich bin ein Star – Holt mich hier raus! (2011) | 18. November | 06. Dezember | 19 (8▲; 10■; 1▼) |
| 07                                                                                            | Jennifer Iglesias  | Gewinnerin von Love Island (2022) | 16. November | 05. Dezember | 20 (7▲; 8■; 5▼)  |
| 08                                                                                            | Doreen Steinert    | Sängerin, ehemaliges Mitglied der Band Nu Pagadi, Teilnehmerin bei Popstars (2004) | 18. November | 04. Dezember | 18 (8▲; 10■)     |
| 09                                                                                            | Tanja Tischewitsch | Teilnehmerin bei Deutschland sucht den Superstar (2014) und Ich bin ein Star – Holt mich hier raus! (2015), ehemalige Darstellerin bei Alles was zählt und Herz über Kopf                                                                              | 16. November | 02. Dezember | 17 (6▲; 8■; 3▼)  |
| 10                                                                                            | Jörg Knör          | Komiker und Parodist | 18. November | 01. Dezember | 14 (1▲; 11■; 2▼) |
| 11                                                                                            | Walentina Doronina | Teilnehmerin bei Ex on the Beach, Are You The One?, Germany Shore und CoupleChallenge | 16. November | 29. November | 14 (6■; 8▼)      |
| 12                                                                                            | Catrin Heyne       | Teilnehmerin bei Goodbye Deutschland! Die Auswanderer | 24. November | 29. November | 5 (2▲; 3■)       |
| 13                                                                                            | Jörg Dahlmann      | Fußballkommentator | 18. November | 27. November | 10 (10■)         |
| 14                                                                                            | Diana Schell       | HSE-Moderatorin | 16. November | 25. November | 10 (3▲; 4■; 3▼)  |
| 15                                                                                            | Jeremy Fragrance   | Influencer, ehemaliges Mitglied der Band Part Six (als Jeremy Williams) sowie Golden Circle | 16. November | 23. November | 8 (2▲; 6▼)       |
| 16                                                                                            | Patrick Hufen      | Versicherungsdetektiv bei Die Versicherungsdetektive | 18. November | 19. November | 2 (2▼)           |
| Anmerkungen: 1.                                                                               |                    | |              |              |                  |
| Legende: ▲ Aufenthalt im „Loft“ ■ Aufenthalt in der „Garage“ ▼ Aufenthalt auf dem „Dachboden“ |                    | |              |              |                  |

Besucher
| Besucher   | Besuchstag   | Bemerkung |
| ---------- | ------------ | --- |
| Can Kaplan | 24. November | In der siebten Folge erhielt Walentina Besuch von ihrem Freund Can.                                                                    |
| Knossi     | 3. Dezember  | In der 16. Folge kaufte Knossi für die Bewohner im Penny ein und durfte sich danach im PBB-Haus umschauen und Zeit im „Loft“ genießen. |

## Bewohnerverteilung
In der zehnten Staffel wechseln die Kandidaten zwischen drei Bereichen, dem Dachboden, der Garage und dem Loft.
| Datum | Bewohner „Loft“ | Bewohner „Garage“ | Bewohner „Dachboden“ | Bemerkungen |
| --- | --- | --- | --- | --- |
| 16. November 2022 | Menderes, Rainer, Micaela, Diana und Tanja zogen bereits am 16. November 2022 in den Bereich „Garage“ ein. Walentina, Sam, Jeremy, Jennifer und Jay zogen bereits am 16. November 2022 in den Bereich „Dachboden“ ein. | Menderes, Rainer, Micaela, Diana und Tanja zogen bereits am 16. November 2022 in den Bereich „Garage“ ein. Walentina, Sam, Jeremy, Jennifer und Jay zogen bereits am 16. November 2022 in den Bereich „Dachboden“ ein. | Menderes, Rainer, Micaela, Diana und Tanja zogen bereits am 16. November 2022 in den Bereich „Garage“ ein. Walentina, Sam, Jeremy, Jennifer und Jay zogen bereits am 16. November 2022 in den Bereich „Dachboden“ ein. | |
| 16. November 2022 | – | Menderes Rainer Micaela Diana Tanja | Walentina Sam Jeremy Jennifer Jay | |
| 18. November 2022 | Doreen und Jörg D., zogen während der Einzugsshow in den Bereich „Garage“ ein. | Doreen und Jörg D., zogen während der Einzugsshow in den Bereich „Garage“ ein. | Doreen und Jörg D., zogen während der Einzugsshow in den Bereich „Garage“ ein. | |
| 18. November 2022 | Jörg K., Patrick und Katy zogen während der Einzugsshow in den Bereich „Dachboden“ ein. | | | |
| 18. November 2022 | Rainer wechselte während der Einzugsshow von der „Garage“ in den Bereich „Loft“. | Rainer wechselte während der Einzugsshow von der „Garage“ in den Bereich „Loft“. | Rainer wechselte während der Einzugsshow von der „Garage“ in den Bereich „Loft“. | Spielergebnis |
| 18. November 2022 | Jay wechselte am Ende der Einzugsshow vom „Dachboden“ in die „Garage“. | Jay wechselte am Ende der Einzugsshow vom „Dachboden“ in die „Garage“. | Jay wechselte am Ende der Einzugsshow vom „Dachboden“ in die „Garage“. | Zuschauerabstimmung |
| 18. November 2022 | Rainer▲ | Menderes Micaela Diana Tanja Doreen Jörg D. Jay▲ | Walentina Sam Jeremy Jennifer Jörg K. Patrick Katy | |
| 19. November 2022 | Diana wechselte während der Show von der „Garage“ in den Bereich „Loft“. | Diana wechselte während der Show von der „Garage“ in den Bereich „Loft“. | Diana wechselte während der Show von der „Garage“ in den Bereich „Loft“. | Spielergebnis |
| 19. November 2022 | Katy wechselte am Ende der Show vom „Dachboden“ in die „Garage“. | Katy wechselte am Ende der Show vom „Dachboden“ in die „Garage“. | Katy wechselte am Ende der Show vom „Dachboden“ in die „Garage“. | Zuschauerabstimmung |
| 19. November 2022 | Rainer Diana▲ | Menderes Micaela Tanja Doreen Jörg D. Jay Katy▲ | Walentina Sam Jeremy Jennifer Jörg K. Patrick | Patrick verließ die Sendung aus persönlichen Gründen freiwillig. |
| 20. November 2022 | Tanja wechselte während der Show von der „Garage“ in den Bereich „Loft“. | Tanja wechselte während der Show von der „Garage“ in den Bereich „Loft“. | Tanja wechselte während der Show von der „Garage“ in den Bereich „Loft“. | Spielergebnis |
| 20. November 2022 | Jörg K. wechselte während der Show vom „Dachboden“ in die „Garage“. | Jörg K. wechselte während der Show vom „Dachboden“ in die „Garage“. | Jörg K. wechselte während der Show vom „Dachboden“ in die „Garage“. | Zuschauerabstimmung |
| 20. November 2022 | Rainer Diana Tanja▲ | Menderes Micaela Doreen Jörg D. Jay Katy Jörg K.▲ | Walentina Sam Jeremy Jennifer | |
| 21. November 2022 | Menderes wechselte während der Show von der „Garage“ in den Bereich „Loft“. | Menderes wechselte während der Show von der „Garage“ in den Bereich „Loft“. | Menderes wechselte während der Show von der „Garage“ in den Bereich „Loft“. | Spielergebnis |
| 21. November 2022 | Jennifer und Sam wechselten am Ende der Show vom „Dachboden“ in die „Garage“. | Jennifer und Sam wechselten am Ende der Show vom „Dachboden“ in die „Garage“. | Jennifer und Sam wechselten am Ende der Show vom „Dachboden“ in die „Garage“. | Zuschauerabstimmung |
| 21. November 2022 | Rainer Diana Tanja Menderes▲ | Micaela Doreen Jörg D. Jay Katy Jörg K. Jennifer▲ Sam▲ | Walentina Jeremy | |
| 22. November 2022 | Rainer, Diana, Tanja und Menderes wechselten während der Show aus dem Bereich „Loft“ auf den „Dachboden“. | Rainer, Diana, Tanja und Menderes wechselten während der Show aus dem Bereich „Loft“ auf den „Dachboden“. | Rainer, Diana, Tanja und Menderes wechselten während der Show aus dem Bereich „Loft“ auf den „Dachboden“. | Entscheidung Big Brother |
| 22. November 2022 | Walentina wechselte während der Show vom „Dachboden“ in die „Garage“. Jeremy wechselte am Ende der Show in den Bereich „Loft“.                                                                                         | Walentina wechselte während der Show vom „Dachboden“ in die „Garage“. Jeremy wechselte am Ende der Show in den Bereich „Loft“.                                                                                         | Walentina wechselte während der Show vom „Dachboden“ in die „Garage“. Jeremy wechselte am Ende der Show in den Bereich „Loft“.                                                                                         | Spielergebnis |
| 22. November 2022 | Jeremy▲ | Micaela Doreen Jörg D. Jay Katy Jörg K. Jennifer Sam Walentina▲ | Rainer▼ Diana▼ Tanja▼ Menderes▼ | |
| 23. November 2022 | Micaela wechselte während der Show aus dem Bereich „Garage“ ins „Loft“. | Micaela wechselte während der Show aus dem Bereich „Garage“ ins „Loft“. | Micaela wechselte während der Show aus dem Bereich „Garage“ ins „Loft“. | Zuschauerabstimmung |
| 23. November 2022 | Jennifer wechselte während der Show von der „Garage“ ins „Loft“. Walentina wechselte am Ende der Show aus dem Bereich „Garage“ auf den „Dachboden“.                                                                    | Jennifer wechselte während der Show von der „Garage“ ins „Loft“. Walentina wechselte am Ende der Show aus dem Bereich „Garage“ auf den „Dachboden“.                                                                    | Jennifer wechselte während der Show von der „Garage“ ins „Loft“. Walentina wechselte am Ende der Show aus dem Bereich „Garage“ auf den „Dachboden“.                                                                    | Spielergebnis |
| 23. November 2022 | Micaela▲ Jennifer▲ Jeremy | Doreen Jörg D. Jay Katy Jörg K. Sam | Rainer Diana Tanja Menderes Walentina▼ | Jeremy verließ die Sendung aus persönlichen Gründen freiwillig. |
| 24. November 2022 | Doreen wechselte während der Show von der „Garage“ ins „Loft“. Sam wechselte während der Show aus dem Bereich „Garage“ auf den „Dachboden“.                                                                            | Doreen wechselte während der Show von der „Garage“ ins „Loft“. Sam wechselte während der Show aus dem Bereich „Garage“ auf den „Dachboden“.                                                                            | Doreen wechselte während der Show von der „Garage“ ins „Loft“. Sam wechselte während der Show aus dem Bereich „Garage“ auf den „Dachboden“.                                                                            | Spielergebnis |
| 24. November 2022 | Micaela Jennifer Catrin Doreen▲ | Jörg D. Jay Katy Jörg K. | Rainer Diana Tanja Menderes Walentina Sam▼ | Catrin zog neu ein. |
| 25. November 2022 | Rainer, Tanja, Menderes, Walentina, Sam und Diana wechselten während der Show vom „Dachboden“ in die „Garage“. Der „Dachboden“ wurde daraufhin geschlossen.                                                            | Rainer, Tanja, Menderes, Walentina, Sam und Diana wechselten während der Show vom „Dachboden“ in die „Garage“. Der „Dachboden“ wurde daraufhin geschlossen.                                                            | Rainer, Tanja, Menderes, Walentina, Sam und Diana wechselten während der Show vom „Dachboden“ in die „Garage“. Der „Dachboden“ wurde daraufhin geschlossen.                                                            | Entscheidung Big Brother |
| 25. November 2022 | Katy wechselte während der Show von der „Garage“ ins „Loft“. | Katy wechselte während der Show von der „Garage“ ins „Loft“. | Katy wechselte während der Show von der „Garage“ ins „Loft“. | Spielergebnis/Zuschauerabstimmung |
| 25. November 2022 | Micaela Jennifer Catrin Doreen Katy▲ | Jörg D. Jay Jörg K. Rainer▲ Tanja▲ Menderes▲ Walentina▲ Sam▲ Diana▲ | – | Diana erhielt die wenigsten Zuschaueranrufe und musste somit die Show verlassen. |
| 26. November 2022 | Sam wechselte während der Show von der „Garage“ ins „Loft“. | Sam wechselte während der Show von der „Garage“ ins „Loft“. | Sam wechselte während der Show von der „Garage“ ins „Loft“. | Entscheidung der Loft-Bewohnerinnen |
| 26. November 2022 | Catrin wechselte während der Show vom „Loft“ in die „Garage“. | Catrin wechselte während der Show vom „Loft“ in die „Garage“. | Catrin wechselte während der Show vom „Loft“ in die „Garage“. | Zuschauerabstimmung |
| 26. November 2022 | Micaela Jennifer Doreen Katy Sam▲ | Jörg D. Jay Jörg K. Rainer Tanja Menderes Walentina Catrin▼ | – | |
| 27. November 2022 | Walentina wechselte zu Beginn der Show von der „Garage“ ins „Loft“. | Walentina wechselte zu Beginn der Show von der „Garage“ ins „Loft“. | Walentina wechselte zu Beginn der Show von der „Garage“ ins „Loft“. | Entscheidung der Loft-Bewohner |
| 27. November 2022 | Sam wechselte während der Show vom „Loft“ in die „Garage“. Walentina musste gleich wieder vom „Loft“ in die „Garage“.                                                                                                  | Sam wechselte während der Show vom „Loft“ in die „Garage“. Walentina musste gleich wieder vom „Loft“ in die „Garage“.                                                                                                  | Sam wechselte während der Show vom „Loft“ in die „Garage“. Walentina musste gleich wieder vom „Loft“ in die „Garage“.                                                                                                  | Zuschauerabstimmung |
| 27. November 2022 | Micaela Jennifer Doreen Katy | Jörg D. Jay Jörg K. Rainer Tanja Menderes Walentina▲▼ Catrin Sam▼ | – | Jörg D. erhielt die wenigsten Zuschaueranrufe und musste somit die Show verlassen. |
| 28. November 2022 | Jay wechselte zu Beginn der Show von der „Garage“ ins „Loft“. | Jay wechselte zu Beginn der Show von der „Garage“ ins „Loft“. | Jay wechselte zu Beginn der Show von der „Garage“ ins „Loft“. | Entscheidung der Loft-Bewohnerinnen |
| 28. November 2022 | Micaela und Doreen wechselten während der Show vom „Loft“ in die „Garage“. | Micaela und Doreen wechselten während der Show vom „Loft“ in die „Garage“. | Micaela und Doreen wechselten während der Show vom „Loft“ in die „Garage“. | Zuschauerabstimmung |
| 28. November 2022 | Jennifer Katy Jay▲ | Jörg K. Rainer Tanja Menderes Walentina Catrin Sam Micaela▼ Doreen▼ | – | |
| 29. November 2022 | Jörg K., Rainer, Tanja, Menderes, Walentina, Sam, Micaela und Doreen wechselten während der Show von der „Garage“ ins „Loft“ zum Feiern.                                                                               | Jörg K., Rainer, Tanja, Menderes, Walentina, Sam, Micaela und Doreen wechselten während der Show von der „Garage“ ins „Loft“ zum Feiern.                                                                               | Jörg K., Rainer, Tanja, Menderes, Walentina, Sam, Micaela und Doreen wechselten während der Show von der „Garage“ ins „Loft“ zum Feiern.                                                                               | Entscheidung Big Brother |
| 29. November 2022 | Jörg K. und Walentina wechselten während der Show vom „Loft“ in die „Garage“. | Jörg K. und Walentina wechselten während der Show vom „Loft“ in die „Garage“. | Jörg K. und Walentina wechselten während der Show vom „Loft“ in die „Garage“. | Entscheidung Big Brother nach der Nominierung |
| 29. November 2022 | Jörg K. wechselte am Ende der Show von der „Garage“ ins „Loft“ zum Feiern. | Jörg K. wechselte am Ende der Show von der „Garage“ ins „Loft“ zum Feiern. | Jörg K. wechselte am Ende der Show von der „Garage“ ins „Loft“ zum Feiern. | Entscheidung Big Brother nach Walentinas Rauswahl |
| 29. November 2022 | Jennifer Katy Jay Jörg K.▲▼▲ Rainer▲ Tanja▲ Menderes▲ Sam▲ Micaela▲ Doreen▲ | Catrin Walentina▲▼ | – | Catrin erhielt vom Vortag und am Anfang der Sendung die wenigsten Zuschaueranrufe und Walentina am Ende der Sendung. Somit mussten sie die Show verlassen.                                     |
| 30. November 2022 | Jörg K., Rainer, Menderes, Sam und Jennifer wechselten während der Show vom „Loft“ in die „Garage“. | Jörg K., Rainer, Menderes, Sam und Jennifer wechselten während der Show vom „Loft“ in die „Garage“. | Jörg K., Rainer, Menderes, Sam und Jennifer wechselten während der Show vom „Loft“ in die „Garage“. | Spielergebnis |
| 30. November 2022 | Jay Tanja Doreen Katy Micaela | Rainer▼ Menderes▼ Jennifer▼ Sam▼ Jörg K.▼ | – | |
| 1. Dezember 2022 | Jay Tanja Doreen Katy Micaela | Rainer Menderes Jennifer Sam Jörg K. | – | Jörg K. erhielt vom Vortag und während der Sendung wenigsten Zuschaueranrufe und musste somit die Show verlassen.                                                                              |
| 2. Dezember 2022 | Jay Tanja Doreen Katy Micaela | Rainer Menderes Jennifer Sam | – | Tanja erhielt die wenigsten Zuschaueranrufe und musste somit die Show verlassen. |
| 3. Dezember 2022 | Doreen, Katy, Micaela und Jay wechselten während der Show vom „Loft“ in die „Garage“. | Doreen, Katy, Micaela und Jay wechselten während der Show vom „Loft“ in die „Garage“. | Doreen, Katy, Micaela und Jay wechselten während der Show vom „Loft“ in die „Garage“. | Entscheidung Big Brother |
| 3. Dezember 2022 | – | Rainer Menderes Jennifer Sam Jay▼ Doreen▼ Katy▼ Micaela▼ | – | |
| 4. Dezember 2022 | – | Rainer Menderes Jennifer Sam Jay Doreen Katy Micaela | – | Doreen erhielt die wenigsten Zuschaueranrufe und musste somit die Show verlassen. |
| 5. Dezember 2022 | – | Rainer Menderes Jennifer Sam Jay Katy Micaela | – | Jennifer erhielt die wenigsten Zuschaueranrufe und musste somit die Show verlassen. |
| 6. Dezember 2022 | Rainer wechselte während der Show von der „Garage“ ins „Loft“. | Rainer wechselte während der Show von der „Garage“ ins „Loft“. | Rainer wechselte während der Show von der „Garage“ ins „Loft“. | Spielergebnis |
| 6. Dezember 2022 | Menderes und Sam wechselten während der Show von der „Garage“ ins „Loft“. | Menderes und Sam wechselten während der Show von der „Garage“ ins „Loft“. | Menderes und Sam wechselten während der Show von der „Garage“ ins „Loft“. | Entscheidung Big Brother nach Rainers Entscheidung |
| 6. Dezember 2022 | Micaela wechselte am Ende der Show von der "Garage" ins Loft". | Micaela wechselte am Ende der Show von der "Garage" ins Loft". | Micaela wechselte am Ende der Show von der "Garage" ins Loft". | Entscheidung Big Brother |
| 6. Dezember 2022 | Rainer▲ Menderes▲ Sam▲ Micaela▲ | Jay Katy | – | Katy erhielt zu Beginn der Sendung die wenigsten Zuschaueranrufe, Jay zum Ende der Sendung. Somit mussten beide die Show verlassen.                                                            |
| 7. Dezember 2022 | Rainer Micaela Sam Menderes | – | – | Menderes musste das Haus während des Finales als Erster verlassen. Ihm folgte Sam. Micaela bekam weniger Anrufe als Rainer, der damit als Letzter im Haus blieb und die zehnte Staffel gewann. |
| Legende: ▲▼ Wechsel zwischen „Garage“ und „Loft“ ▲▼ Wechsel zwischen „Dachboden“ und „Garage“ ▲▼ Wechsel zwischen „Loft“ und „Dachboden“ | | | | |

## Wettkämpfe

### Duelle
Bei den „Duellen“ treten ausgewählte Kandidaten gegeneinander an. Deren Ergebnis hat Auswirkungen auf den Wohnbereich der einzelnen Bewohner; der Gewinner darf auf einen „besseren“ Bereich umziehen bzw. dort bleiben.
| Datum | Kandidaten                                             | Kandidaten                                             | Kandidaten                                         | Spiel                | Gewinner                                   | Konsequenz |
| --- | ------------------------------------------------------ | ------------------------------------------------------ | -------------------------------------------------- | -------------------- | ------------------------------------------ | --- |
| 18. November 2022                                                                                           | Menderes Rainer Micaela Diana Tanja Doreen Jörg D.     | Menderes Rainer Micaela Diana Tanja Doreen Jörg D.     | Menderes Rainer Micaela Diana Tanja Doreen Jörg D. | Schneckenrennen      | Jörg D.                                    | Rainer „verlor“ und musste „raus“. Die anderen blieben im Bereich „Garage“. |
| 19. November 2022                                                                                           | Diana                                                  | Micaela                                                |                                                    | Tortenschleckerei    | Micaela                                    | Micaela blieb im Bereich „Garage“. Diana verlor und musste „raus“. |
| 20. November 2022                                                                                           | Jörg D. Menderes Tanja                                 | Micaela Jay Doreen                                     |                                                    | Donnerbalken         | Micaela Jay Doreen                         | Micaela, Jay und Doreen blieben im Bereich „Garage“. Jörg D. als Teamkapitän musste entscheiden, wer aus seiner Mannschaft „raus“ muss. Er wählte Tanja (weil er Menderes für weniger psychisch stabil hielt, ein „Raus“ zu verkraften). |
| 21. November 2022                                                                                           | Jay                                                    | Menderes                                               |                                                    | Knalleffekt          | Jay                                        | Jay blieb im Bereich „Garage“. Menderes verlor und musste „raus“. |
| 22. November 2022                                                                                           | Walentina                                              | Jeremy                                                 |                                                    | Größer oder kleiner? | Jeremy                                     | Jeremy durfte in den Bereich „Loft“ wechseln. Walentina wechselte in den Bereich „Garage“. |
| 23. November 2022                                                                                           | Walentina Sam Doreen Jay Katy Jörg D. Jennifer Jörg K. | Walentina Sam Doreen Jay Katy Jörg D. Jennifer Jörg K. |                                                    | Schicht um Schicht   | Jennifer                                   | Jennifer durfte in den Bereich „Loft“ wechseln. Walentina wechselte in den Bereich „Dachboden“. Die anderen blieben im Bereich „Garage“.                                                                                                 |
| 24. November 2022                                                                                           | Sam                                                    | Doreen                                                 |                                                    | Andersrum Olympiade  | Doreen                                     | Doreen durfte in den Bereich „Loft“ wechseln. Sam wechselte in den Bereich „Dachboden“. |
| 25. November 2022                                                                                           | Jay Tanja Sam Jörg D. Jörg K.                          | Rainer Menderes Diana Walentina Katy                   |                                                    | Alles für die Tonne  | Rainer Menderes Diana Walentina Katy       | Katy wurde von den Zuschauern gewählt und durfte in den Bereich „Loft“ wechseln. Die anderen blieben im Bereich „Garage“. |
| 26. November 2022                                                                                           | Jay Rainer Tanja Menderes Walentina Catrin             | Jay Rainer Tanja Menderes Walentina Catrin             | Jay Rainer Tanja Menderes Walentina Catrin         | Schmuseklettern      | Jay Rainer Tanja Menderes Walentina Catrin | Jörg K. als Teamkapitän musste auswählen, wer aus dem „Loft“ auf die Nominierungsliste kommt. Er wählte Jennifer. |
| 28. November 2022                                                                                           | Tanja Jörg K. Sam Walentina                            | Rainer Catrin Menderes Micaela                         |                                                    | Umparken             | Tanja Jörg K. Sam Walentina                | Nur Tanja, Jörg K., Sam und Walentina als Gewinnerteam durften nominieren. |
| 30. November 2022                                                                                           | Jay Tanja Doreen Katy Micaela                          | Rainer Menderes Jennifer Sam Jörg K.                   |                                                    | Hahn im Korb         | Jay Tanja Doreen Katy Micaela              | Das Verliererteam musste in die „Garage“. Jay als Teamkapitän des Gewinnerteams durfte nominieren. |
| 30. November 2022                                                                                           | Rainer                                                 | Jörg K.                                                | Sam                                                | Faden einfädeln      | Sam                                        | Sam wurde wieder von der Nominierungsliste gestrichen. |
| 1. Dezember 2022                                                                                            | Doreen                                                 | Tanja                                                  |                                                    | Wie wo was?          | Doreen                                     | Doreen erhielt den Roten Umschlag. Beide gingen zurück ins „Loft“. |
| 2. Dezember 2022                                                                                            | Rainer Menderes Jennifer Sam                           | Jay Doreen Katy Micaela                                |                                                    | Karussell Basketball | Jay Doreen Katy Micaela                    | Das Gewinnerteam durfte zwei Bewohner aus der „Garage“ vor der Nominierung schützen. |
| 2. Dezember 2022                                                                                            | Sam                                                    | Tanja                                                  | Rainer                                             | Wasser trinken       | Rainer                                     | Rainer wurde wieder von der Nominierungsliste gestrichen. |
| 3. Dezember 2022                                                                                            | Rainer Menderes Jennifer Sam                           | Jay Doreen Katy Micaela                                |                                                    | Weinprobe            | Rainer Menderes Jennifer Sam               | Alle Bewohner mussten in die „Garage“. Nur die Gewinner durften nominieren. |
| 4. Dezember 2022                                                                                            | Rainer Jay Menderes                                    | Sam Micaela Jennifer                                   |                                                    | Hütchen Tower        | Rainer Jay Menderes                        | Die Gewinner erhielten Nominierungsschutz. Die Verlierer waren direkt nominiert. |
| 4. Dezember 2022                                                                                            | Sam                                                    | Micaela                                                | Jennifer                                           | Blindschleicher      | Sam                                        | Sam wurde wieder von der Nominierungsliste gestrichen. |
| 5. Dezember 2022                                                                                            | Rainer Menderes Sam Jay Katy Micaela                   | Rainer Menderes Sam Jay Katy Micaela                   | Rainer Menderes Sam Jay Katy Micaela               | Geh aufs Ganze!      | Menderes                                   | Menderes erhielt einen Umschlag. Alle gingen zurück in die „Garage“. |
| 6. Dezember 2022                                                                                            | Rainer Menderes Sam Jay Micaela                        | Rainer Menderes Sam Jay Micaela                        | Rainer Menderes Sam Jay Micaela                    | Tannenbaumweitwurf   | Rainer Sam                                 | Rainer und Sam müssen ein Entscheidungsmatch spielen. |
| 6. Dezember 2022                                                                                            | Rainer                                                 | Sam                                                    |                                                    | Weihnachtslied       | Rainer                                     | Rainer zieht direkt ins Finale ein. |
| 7. Dezember 2022                                                                                            | Rainer Menderes Sam Micaela                            | Rainer Menderes Sam Micaela                            | Rainer Menderes Sam Micaela                        | Gold-Waage           | Sam Rainer                                 | Eine Runde weiter fürs Finale. |
| 7. Dezember 2022                                                                                            | Sam                                                    | Rainer                                                 | Micaela                                            | Hochstapler          | Rainer                                     | Rainer ist eine Runde weiter, direkt im Finale. Sam und Micaela stellen sich dem Voting für Platz 3. |
| Farblegende:Bewohner des „Loft“Bewohner der „Garage“Bewohner des „Dachboden“ Anmerkungen: 1. 2. 3. 4. 5. 6. |                                                        |                                                        |                                                    |                      |                                            | |

### Matches
Die Teilnehmer aus dem armen Bereich „Garage“ treten in der „Arena“ an, um einzeln oder zu mehreren miteinander zusätzliches Guthaben für den Supermarkt-Einkauf zu erspielen. Die Kandidaten für einen solchen in der Show als „Match“ bezeichneten Wettkampf werden durch die Regie bestimmt.
| Datum             | Kandidat(en)                 | Spiel            | Maximaler Gewinn | Erspielter Gewinn |
| ----------------- | ---------------------------- | ---------------- | ---------------- | ----------------- |
| 27. November 2022 | Rainer Jay Walentina Jörg D. | Kerzen auspusten | 18 €             | 18 €              |

### Einkäufe
| Datum             | Kandidat                | Zeit         | Budget       | Ausgegeben   | Rest         |
| ----------------- | ----------------------- | ------------ | ------------ | ------------ | ------------ |
| 18. November 2022 | Menderes                | 1 Minute     | 7,00 €       | 6,14 €       | 0,86 €       |
| 19. November 2022 | Micaela                 | 1 Minute     | 7,00 €       | 6,44 €       | 0,56 €       |
| 20. November 2022 | Katy                    | 1 Minute     | 7,00 €       | 5,95 €       | 1,05 €       |
| 21. November 2022 | Jay                     | 1 Minute     | 7,00 €       | 5,66 €       | 1,34 €       |
| 22. November 2022 | Sam                     | 1 Minute     | 8,00 €       | 7,73 €       | 0,27 €       |
| 23. November 2022 | Walentina               | 1 Minute     | 8,00 €       | 7,98 €       | 0,02 €       |
| 24. November 2022 | Jörg K.                 | 1 Minute     | 4,00 €       | 2,68 €       | 1,32 €       |
| 25. November 2022 | Jörg D.                 | 1 Minute     | 9,00 €       | 7,76 €       | 1,24 €       |
| 26. November 2022 | Rainer                  | 1 Minute     | 8,00 €       | 7,35 €       | 0,65 €       |
| 27. November 2022 | Tanja Catrin            | 1 Minute     | 18,00 €      | 17,45 €      | 0,55 €       |
| 28. November 2022 | Doreen                  | 1 Minute     | 9,00 €       | 8,42 €       | 0,58 €       |
| 29. November 2022 | Walentina               | 1 Minute     | 1,00 €       | 0,99 €       | 0,01 €       |
| 30. November 2022 | Jennifer Menderes       | 2 Minuten    | 5,00 €       | 4,45 €       | 0,55 €       |
| 1. Dezember 2022  | Jeremy Fragrance        | 4 Minuten    | 25,00 €      | 24,74 €      | 0,26 €       |
| 2. Dezember 2022  | Menderes                | 1 Minute     | 4,00 €       | 3,75 €       | 0,25 €       |
| 3. Dezember 2022  | Jens „Knossi“ Knossalla | 4 Minuten    | 25,00 €      | 24,78 €      | 0,22 €       |
| 4. Dezember 2022  | Micaela                 | 1 Minute     | 7,00 €       | 6,94 €       | 0,06 €       |
| 5. Dezember 2022  | Micaela                 | 1 Minute     | 50,00 €      | 38,23 €      | 11,77 €      |
| 6. Dezember 2022  | Kein Einkauf            | Kein Einkauf | Kein Einkauf | Kein Einkauf | Kein Einkauf |
| 7. Dezember 2022  | Walentina Jeremy        | 1 Minute     | 55,00 €      | 46,69 €      | 8,31 €       |

Anmerkungen:
1. ↑  Jennifer trug eine Augenmaske und wurde von Menderes dirigiert. Aus diesem Grund erhielten sie die doppelte Zeit.
2. ↑  Jeremy, der das Haus zuvor freiwillig verließ, sollte das einkaufen, was die Zuschauer über instagram mitteilten. Am 2. Dezember wurde ausgestrahlt, dass die Bewohner der Garage den Einkauf nicht erhalten, wegen Regelverstößen von allen Bewohnern.
3. ↑  Knossi sollte das einkaufen, was die Zuschauer über instagram mitteilten. Er durfte es auch direkt den Bewohnern überbringen.
4. ↑  Micaela gewann im Spiel einen 50-Euro-Gutschein für Penny.
5. ↑  Einkauf beider während des Finales für die Ex-Bewohner im Studio.

## Nominierungen
Die Bewohner nominierten in der Regel einen, seltener zwei der anderen Bewohner für das Zuschauervoting. Die Nominierung erfolgte für die anderen Teilnehmer geheim im Sprechzimmer. (Ausnahme: Am 29. November nominierte jeder vor den anderen Bewohnern in der Arena). Die Zuschauer bestimmten am Ende der Folge oder zum nächsten Tag, wer von den Meistnominierten die Show verlassen musste.
|                                                                                 | Runde 1 25. Nov. 2022          | Runde 2 26. Nov. 2022               | Runde 3 28. Nov. 2022          | Runde 4 29. Nov. 2022          | Runde 5 30. Nov. 2022          | Runde 6 2. Dez. 2022           | Runde 7 3. Dez. 2022           | Runde 8 4. Dez. 2022           | Runde 9 5. Dez. 2022           | Runde 10 6. Dez. 2022          | Finale 7. Dez. 2022            | Finale 7. Dez. 2022            |
| ------------------------------------------------------------------------------- | ------------------------------ | ----------------------------------- | ------------------------------ | ------------------------------ | ------------------------------ | ------------------------------ | ------------------------------ | ------------------------------ | ------------------------------ | ------------------------------ | ------------------------------ | ------------------------------ |
| Rainer                                                                          | Keine Nominierung              | Jörg D.                             | Keine Nominierung              | Jennifer                       | Keine Nominierung              | Keine Nominierung              | Doreen Katy                    | Keine Nominierung              | Katy                           | Micaela Jay                    | Gewinner                       | Gewinner                       |
| Micaela                                                                         | Keine Nominierung              | Sam                                 | Keine Nominierung              | Walentina                      | Keine Nominierung              | Rainer und Sam                 | Keine Nominierung              | Keine Nominierung              | Rainer                         | Keine Nominierung              | Zweitplatzierte                | Zweitplatzierte                |
| Sam                                                                             | Keine Nominierung              | Micaela                             | Catrin Menderes                | Jörg K.                        | Keine Nominierung              | Keine Nominierung              | Jay Doreen                     | Keine Nominierung              | Rainer                         | Keine Nominierung              | Drittplatzierter               | Drittplatzierter               |
| Menderes                                                                        | Keine Nominierung              | Walentina                           | Keine Nominierung              | Sam                            | Keine Nominierung              | Keine Nominierung              | Katy Doreen                    | Keine Nominierung              | Katy (x3)                      | Keine Nominierung              | Viertplatzierter               | Viertplatzierter               |
| Jay                                                                             | Keine Nominierung              | Jörg K.                             | Keine Nominierung              | Jörg K.                        | Jörg K. Sam Rainer             | Rainer und Sam                 | Keine Nominierung              | Keine Nominierung              | Sam                            | Keine Nominierung              | rausgewählt (6. Dez.)          | rausgewählt (6. Dez.)          |
| Katy                                                                            | Keine Nominierung              | Sam                                 | Keine Nominierung              | Rainer                         | Keine Nominierung              | Rainer und Sam                 | Keine Nominierung              | Keine Nominierung              | Jay                            | rausgewählt (6. Dez.)          | rausgewählt (6. Dez.)          | rausgewählt (6. Dez.)          |
| Jennifer                                                                        | Keine Nominierung              | Katy                                | Keine Nominierung              | Jörg K.                        | Keine Nominierung              | Keine Nominierung              | Micaela Rainer                 | Keine Nominierung              | rausgewählt (5. Dez.)          | rausgewählt (5. Dez.)          | rausgewählt (5. Dez.)          | rausgewählt (5. Dez.)          |
| Doreen                                                                          | Keine Nominierung              | Sam                                 | Keine Nominierung              | Walentina                      | Keine Nominierung              | Rainer und Sam                 | Keine Nominierung              | rausgewählt (4. Dez.)          | rausgewählt (4. Dez.)          | rausgewählt (4. Dez.)          | rausgewählt (4. Dez.)          | rausgewählt (4. Dez.)          |
| Tanja                                                                           | Keine Nominierung              | Jörg K.                             | Jennifer Catrin                | Jörg K.                        | Keine Nominierung              | Rainer und Sam                 | rausgewählt (2. Dez.)          | rausgewählt (2. Dez.)          | rausgewählt (2. Dez.)          | rausgewählt (2. Dez.)          | rausgewählt (2. Dez.)          | rausgewählt (2. Dez.)          |
| Jörg K.                                                                         | Keine Nominierung              | Jörg D.                             | Jennifer Tanja                 | Tanja                          | Keine Nominierung              | rausgewählt (1. Dez.)          | rausgewählt (1. Dez.)          | rausgewählt (1. Dez.)          | rausgewählt (1. Dez.)          | rausgewählt (1. Dez.)          | rausgewählt (1. Dez.)          | rausgewählt (1. Dez.)          |
| Walentina                                                                       | Keine Nominierung              | Jörg D.                             | Catrin Doreen                  | Jörg K.                        | rausgewählt (29. Nov.)         | rausgewählt (29. Nov.)         | rausgewählt (29. Nov.)         | rausgewählt (29. Nov.)         | rausgewählt (29. Nov.)         | rausgewählt (29. Nov.)         | rausgewählt (29. Nov.)         | rausgewählt (29. Nov.)         |
| Catrin                                                                          | Keine Nominierung              | Walentina                           | Keine Nominierung              | rausgewählt (29. Nov.)         | rausgewählt (29. Nov.)         | rausgewählt (29. Nov.)         | rausgewählt (29. Nov.)         | rausgewählt (29. Nov.)         | rausgewählt (29. Nov.)         | rausgewählt (29. Nov.)         | rausgewählt (29. Nov.)         | rausgewählt (29. Nov.)         |
| Jörg D.                                                                         | Keine Nominierung              | Jörg K.                             | rausgewählt (27. Nov.)         | rausgewählt (27. Nov.)         | rausgewählt (27. Nov.)         | rausgewählt (27. Nov.)         | rausgewählt (27. Nov.)         | rausgewählt (27. Nov.)         | rausgewählt (27. Nov.)         | rausgewählt (27. Nov.)         | rausgewählt (27. Nov.)         | rausgewählt (27. Nov.)         |
| Diana                                                                           | Keine Nominierung              | rausgewählt (25. Nov.)              | rausgewählt (25. Nov.)         | rausgewählt (25. Nov.)         | rausgewählt (25. Nov.)         | rausgewählt (25. Nov.)         | rausgewählt (25. Nov.)         | rausgewählt (25. Nov.)         | rausgewählt (25. Nov.)         | rausgewählt (25. Nov.)         | rausgewählt (25. Nov.)         | rausgewählt (25. Nov.)         |
| Jeremy                                                                          | freiwilliger Auszug (23. Nov.) | freiwilliger Auszug (23. Nov.)      | freiwilliger Auszug (23. Nov.) | freiwilliger Auszug (23. Nov.) | freiwilliger Auszug (23. Nov.) | freiwilliger Auszug (23. Nov.) | freiwilliger Auszug (23. Nov.) | freiwilliger Auszug (23. Nov.) | freiwilliger Auszug (23. Nov.) | freiwilliger Auszug (23. Nov.) | freiwilliger Auszug (23. Nov.) | freiwilliger Auszug (23. Nov.) |
| Patrick                                                                         | freiwilliger Auszug (19. Nov.) | freiwilliger Auszug (19. Nov.)      | freiwilliger Auszug (19. Nov.) | freiwilliger Auszug (19. Nov.) | freiwilliger Auszug (19. Nov.) | freiwilliger Auszug (19. Nov.) | freiwilliger Auszug (19. Nov.) | freiwilliger Auszug (19. Nov.) | freiwilliger Auszug (19. Nov.) | freiwilliger Auszug (19. Nov.) | freiwilliger Auszug (19. Nov.) | freiwilliger Auszug (19. Nov.) |
|                                                                                 | Runde 1 25. Nov. 2022          | Runde 2 26. Nov. 2022               | Runde 3 28. Nov. 2022          | Runde 4 29. Nov. 2022          | Runde 5 30. Nov. 2022          | Runde 6 2. Dez. 2022           | Runde 7 3. Dez. 2022           | Runde 8 4. Dez. 2022           | Runde 9 5. Dez. 2022           | Runde 10 6. Dez. 2022          | Finale 7. Dez. 2022            | Finale 7. Dez. 2022            |
| Freiwilliger Auszug                                                             | Patrick Jeremy                 |                                     |                                |                                |                                |                                |                                |                                |                                |                                |                                |                                |
| Nominierungs- schutz                                                            | Catrin                         | Catrin                              | Katy Jörg K.                   |                                |                                | Katy Jennifer Menderes         |                                |                                |                                | Rainer Menderes Sam            |                                |                                |
| Nominiert                                                                       | Alle                           | Doreen Jennifer Jörg K. Jörg D. Sam | Catrin Jennifer                | Jörg K. Walentina              | Jörg K. Sam Rainer             | Tanja Rainer Sam               | Doreen Katy                    | Sam Micaela Jennifer           | Katy Rainer                    | Micaela Jay                    | Micaela Menderes               | Micaela Menderes               |
| Nominiert                                                                       | Alle                           | Doreen Jennifer Jörg K. Jörg D. Sam | Catrin Jennifer                | Jörg K. Walentina              | Jörg K. Sam Rainer             | Tanja Rainer Sam               | Doreen Katy                    | Sam Micaela Jennifer           | Katy Rainer                    | Micaela Jay                    | Micaela Sam                    |                                |
| Nominiert                                                                       | Alle                           | Doreen Jennifer Jörg K. Jörg D. Sam | Catrin Jennifer                | Jörg K. Walentina              | Jörg K. Sam Rainer             | Tanja Rainer Sam               | Doreen Katy                    | Sam Micaela Jennifer           | Katy Rainer                    | Micaela Jay                    | Micaela Rainer                 |                                |
| Rauswahl                                                                        | Diana                          | Jörg D.                             | Catrin                         | Walentina                      | Jörg K.                        | Tanja                          | Doreen                         | Jennifer                       | Katy                           | Jay                            | Menderes                       | Menderes                       |
| Rauswahl                                                                        | Diana                          | Jörg D.                             | Catrin                         | Walentina                      | Jörg K.                        | Tanja                          | Doreen                         | Jennifer                       | Katy                           | Jay                            | Sam                            | Micaela                        |
| Rauswahl                                                                        | Diana                          | Jörg D.                             | Catrin                         | Walentina                      | Jörg K.                        | Tanja                          | Doreen                         | Jennifer                       | Katy                           | Jay                            | Rainer                         |                                |
| Anmerkungen: 1. 2. 3. 4. 5. 6. 7. 8. 9. 10. 11. 12. 13. 14. 15. 16. 17. 18. 19. |                                |                                     |                                |                                |                                |                                |                                |                                |                                |                                |                                |                                |

## Ausstrahlung und Produktion
Das Ausstrahlungsschema der Show wurde gegenüber der vorherigen Staffel verändert. Vor allem wegen der parallel stattfindenden Fußball-Weltmeisterschaft 2022 in Katar starteten nahezu alle Shows um 22:15 Uhr, um im Hinblick auf die Einschaltquote nicht mit den Fußballspielen zu konkurrieren. Einzige  Ausnahmen waren die erste Liveshow am 18. November 2022, welche bereits um 20:15 Uhr startete, die darauf folgende Tageszusammenfassung am 19. November 2022, welche zur Vermeidungen zweier parallel stattfindender Liveshows zugunsten der Sendung Wetten, dass..? auf dem Sender ZDF erst um 23:35 Uhr startete sowie die Final-Show am 7. Dezember 2022, die bereits um 20:15 Uhr begann.
Die Moderation für die von Endemol Shine Germany in den MMC Studios Köln produzierte Show übernahmen erneut Jochen Schropp und Marlene Lufen gemeinsam. Aufgrund der Verlegung der zehnten Staffel in den Spätherbst und Winter fanden die Moderationen und Duelle nicht in einem Außen- sondern in einem Innenstudio statt. Es geht um Alles von Herr Wolfschmidt wurde als Titelsong der Staffel sowie auch als Übergang zu den Werbepausen genutzt. Spekulationen, dass sich die zehnte Staffel um das Thema Fußball drehen könnte, wurden mit der Auswahl des Titelsongs weiter unterstützt.
Die menschliche Stimme von „Big Brother“ wurde erneut von Phil Daub, die Trailer und zusammenfassenden Kommentare von Pat Murphy gesprochen. Jan Stecker und Volker Schenk übernahmen als Schiedsrichter in Duellen die Moderation.
Erneut wird kein Livestream aus dem Haus angeboten.

## Zusätzliche Sendungen

### Promi Big Brother – Das Okrakel
Bereits seit dem 4. November 2022 wurde die Webshow Das Okrakel auf Facebook und Instagram veröffentlicht. In den Folgen rätselte Aaron Troschke über alle Spekulationen, wer an der Show teilnehmen könnte.

### Promi Big Brother – Der Countdown
Am 17. November 2022, einen Tag vor dem offiziellen Start der Staffel, wurde eine Pre-Show für die Community und für Journalisten unter dem Titel Promi Big Brother – Der Countdown ausgestrahlt. In der Live-Sendung, die auf Joyn sowie weiteren Online- und Social-Media Plattformen des Senders ausgestrahlt wurde, begrüßte Moderator Kevin Körber die beiden Moderatoren der Hauptshow, Marlene Lufen und Jochen Schropp. Außerdem gab es einen ersten Rundgang durch das neue Haus, weitere bis dato nicht veröffentlichte Bewohner wurden verkündet (Patrick Hufen, Jeremy Fragrance) und Katy Karrenbauer aus der Hotel-Quarantäne live zum Talk hinzugeschaltet. Die Community und die Journalisten hatten während der Sendung die Möglichkeit, ihre Fragen zur neuen Staffel direkt ins Studio zu stellen.

### Promi Big Brother – Die Late Night Show
→ Hauptartikel: Promi Big Brother – Die Late Night Show
Im Anschluss an die Hauptsendung lief erneut die Live-Late-Night-Show auf Sat.1, die von Jochen Bendel und Melissa Khalaj täglich moderiert wurde.

## Einschaltquoten
| Folge (gesamt)     | Folge (Staffel) | Deutschland | Deutschland     | Deutschland | Deutschland     |
| Folge (gesamt)     | Folge (Staffel) | Zuschauer   | Zuschauer       | Marktanteil | Marktanteil     |
| Folge (gesamt)     | Folge (Staffel) | Gesamt      | 14 bis 49 Jahre | Gesamt      | 14 bis 49 Jahre |
| ------------------ | --------------- | ----------- | --------------- | ----------- | --------------- |
| 150                | 1               | 1,80 Mio.   | 0,79 Mio.       | 7,4 %       | 12,4 %          |
| 151                | 2               | 1,21 Mio.   | 0,44 Mio.       | 10,6 %      | 14,7 %          |
| 152                | 3               | 1,38 Mio.   | 0,52 Mio.       | 7,1 %       | 9,6 %           |
| 153                | 4               | 1,49 Mio.   | 0,49 Mio.       | 8,6 %       | 11,0 %          |
| 154                | 5               | 1,32 Mio.   | 0,43 Mio.       | 8,1 %       | 11,0 %          |
| 155                | 6               | 1,19 Mio.   | 0,37 Mio.       | 8,6 %       | 11,5 %          |
| 156                | 7               | 1,36 Mio.   | 0,48 Mio.       | 8,0 %       | 10,1 %          |
| 157                | 8               | 1,30 Mio.   | 0,44 Mio.       | 6,8 %       | 7,2 %           |
| 158                | 9               | 1,30 Mio.   | 0,45 Mio.       | 6,7 %       | 8,8 %           |
| 159                | 10              | 1,33 Mio.   | 0,42 Mio.       | 6,9 %       | 8,0 %           |
| 160                | 11              | 1,11 Mio.   | 0,35 Mio.       | 7,5 %       | 9,9 %           |
| 161                | 12              | 1,25 Mio.   | 0,33 Mio.       | 8,4 %       | 9,2 %           |
| 162                | 13              | 1,18 Mio.   | 0,34 Mio.       | 8,1 %       | 10,1 %          |
| 163                | 14              | 1,11 Mio.   | 0,33 Mio.       | 6,8 %       | 8,4 %           |
| 164                | 15              | 1,18 Mio.   | 0,37 Mio.       | 6,3 %       | 8,3 %           |
| 165                | 16              | 1,10 Mio.   | 0,31 Mio.       | 6,3 %       | 7,5 %           |
| 166                | 17              | 1,20 Mio.   | 0,32 Mio.       | 7,6 %       | 8,4 %           |
| 167                | 18              | 1,18 Mio.   | 0,39 Mio.       | 7,5 %       | 10,6 %          |
| 168                | 19              | 1,20 Mio.   | 0,35 Mio.       |             | 11,3 %          |
| 169                | 20              | 1,31 Mio.   | 0,43 Mio.       | 6,2 %       | 9,2 %           |
| Anmerkungen: 1. 2. |                 |             |                 |             |                 |